# Gerónimo D’Oliveira
Gerónimo Guzmán D’Oliveira Llona (* 9. Mai 1995 in Montevideo) ist ein uruguayischer Fußballspieler.

## Karriere
Der 1,87 Meter große Defensivakteur D’Oliveira wechselte Mitte Februar 2017 von den Montevideo Wanderers, wo er bereits 2013 zum Kader bei der Copa Sudamericana gehörte, aber ohne Pflichtspieleinsatz blieb, zum uruguayischen Zweitligisten Club Sportivo Cerrito. Dort debütierte er am 22. April 2017 in der Segunda División, als er beim 3:0-Heimsieg gegen die Mannschaft von Deportivo Maldonado im Parque Maracaná von Trainer Alberto Quintela in die Startelf beordert wurde. In der laufenden Saison 2017 kam er bislang (Stand: 20. August 2017) 13-mal (kein Tor) in der zweithöchsten uruguayischen Spielklasse zum Einsatz.